# Friedrich Neugebauer
Friedrich Neugebauer (* 16. November 1911 in Kojetín; † 3. August 2005 in Bad Goisern) war ein österreichischer Grafiker, Kalligraf, Typograph, Grafik-Designer, Buchgestalter und Hochschullehrer.
Neugebauer kommt aus der Schule des österreichischen Schriftreformers Rudolf von Larisch und setzte dessen Idee zur Pflege der kunstvollen Schrift im täglichen Gebrauch fort.

## Leben und Wirken
Nach der Oberrealschule absolvierte er eine Lehre als Lithograf in Troppau und begann 1930 die Ausbildung zum Schrift- und Buchgrafiker an der Kunstgewerbeschule in Breslau bei Paul Hampel. Ab 1932 setzte er sein Studium an der Kunstgewerbeschule in Wien bei Rudolf von Larisch (Schrift), Oskar Strnad (Architektur) und Wilhelm Müller-Hoffmann (Malerei) fort. 
Von 1935 bis 1939 war er selbständiger Grafiker in Wien. Während dieser Zeit war er Assistent bei Herta Larisch-Ramsauer in der Wiener Kunstgewerbeschule und 1937 erhielt der auf der Weltausstellung in Paris das Diplom d´honneur und eine Goldmedaille in der Gruppe Illustrations illustre Livres d´Art. 
Von 1940 bis 1944 war er im Kriegseinsatz in Polen, Frankreich, Russland und Italien. Von 1944 bis 1947 befand er sich in Kriegsgefangenschaft in Ägypten. Nach seiner Rückkehr ließ er sich in Bad Goisern als selbständiger Grafiker nieder.

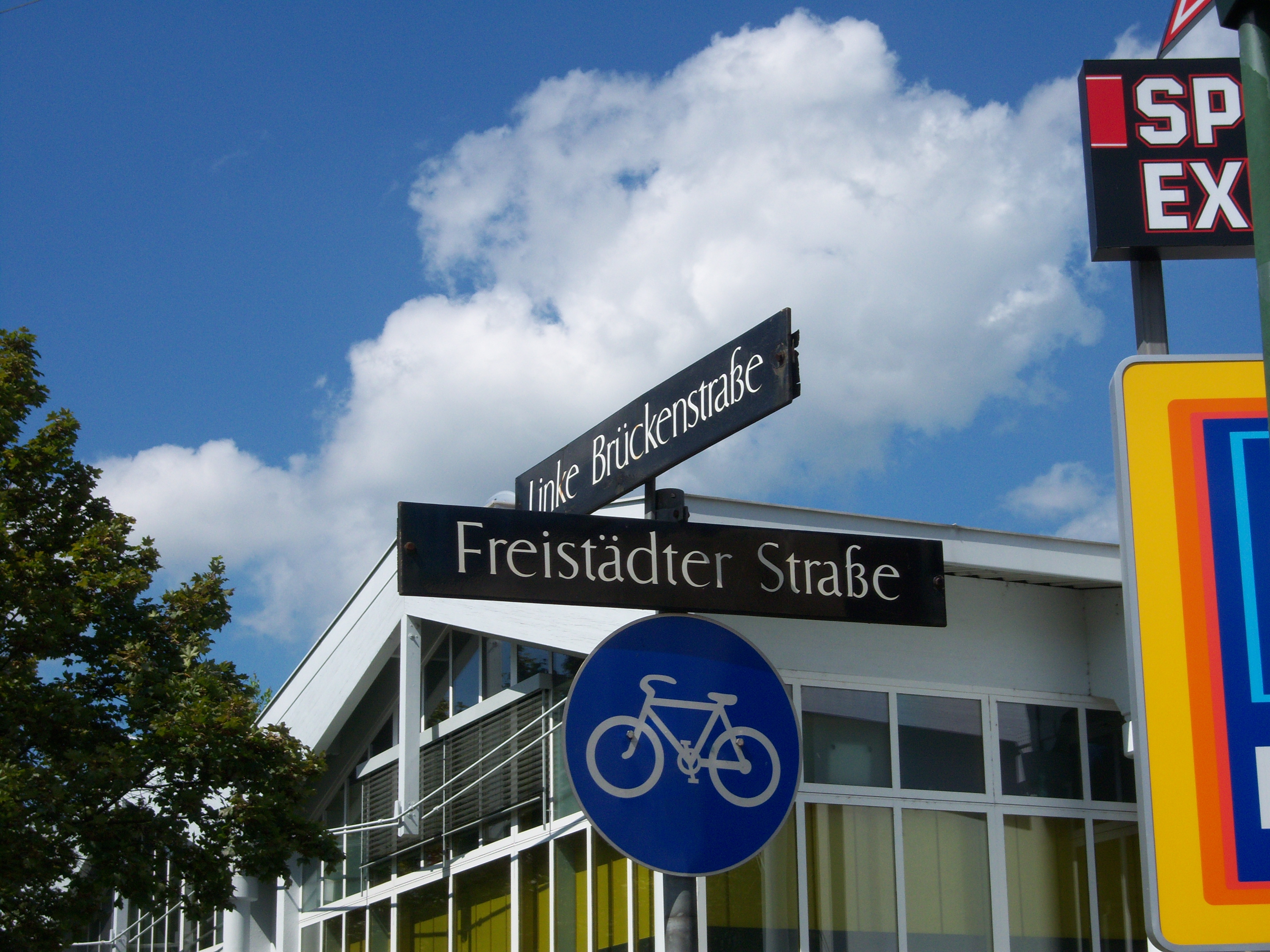
Schriftart für Linzer Straßenschilder

1949 bis 1951 wurde er als Honorarlehrer an die Kunstschule in Linz, später Hochschule für Gestaltung Linz berufen, wo er dann von 1951 bis 1982 die Meisterklasse für Schrift und angewandte Grafik leitete, mit der er die Schrift der schwarzen Linzer Straßen- und Hausnummernschilder entwarf, die von 1951 bis Mitte der 1990er-Jahre in Verwendung war und auch in Gallneukirchen zum Einsatz kam. Nach seiner Emeritierung war er als freischaffender Grafiker in Bad Goisern tätig.
1961 wurde ihm der Professor h.c. verliehen. 1963/64 gründete er den Verlag Neugebauer Press und das Haus für Freunde der Buchkunst und Grafik in Bad Goisern. 1992 war er Mitbegründer des Schriftmuseums in Pettenbach.
Von Neugebauer entdeckte Illustratoren und Autoren sind u. a. Helga Aichinger, Edda Reinl, Angelika Kaufmann, Ivan Gantschev, Helme Heine und Lisbeth Zwerger. Als international agierende miniedition (Michael Neugebauer Edition) existiert der Verlag weiter.

## Ausstellungen
Neugebauer nahm an Ausstellungen in Österreich, Deutschland, England, Irland, Frankreich, Italien, Schweden, Polen und in den USA teil. 2011 fand zu seinem 100. Geburtstag im Schrift- und Heimatmuseum Bartlhaus in Pettenbach eine Ausstellung seines Werkes statt.

## Auszeichnungen
- Neugebauer wurde für seine schriftgraphischen Arbeiten in London, Paris, Triest, Rom, Stockholm und Wien mit Goldmedaillen ausgezeichnet. Für die Verlagsarbeiten erhielt er sechs Staatspreise in Österreich, Medaillen und Diplome im In- und Ausland.
- In Bad Goisern ist der Prof.-Friedrich-Neugebauer-Weg nach ihm benannt.[2]
- 1974 erhielt er den Sudetendeutschen Kulturpreis für bildende Kunst und Architektur für Graphische und Künstlerische Gestaltung

## Werke
- Kalligraphie als Erlebnis: Baugesetze der Schrift. Schule des Schreibens, Salzburg, 1979, 1981, ISBN 9783851950694, auch in englischer Sprache mit großer Verbreitung im anglo-amerikanischen Sprachraum
- Zahlreiche bibliophile Ausgaben in limitierter Auflage, künstlerisch hochwertige Bilderbücher, die mehrfach ausgezeichnet wurden.[3]
- Schriftart der schwarzen Linzer Straßenschilder und Hausnummernschilder, deren Verwendung der Stadtsenat 1951 beschlossen hat und die in die 1990er-Jahre in Linz und Gallneukirchen in Gebrauch war.[4] 2015 wurde die Schrift vom deutschen Schriftdesigner Peter Wiegel als CAT Linz für Computer digitalisiert.[5][6]